# Tirassieren

Zwei Arten der Vogeljagd mit Hund und Netz: links Methode in England, rechts Variante des europäischen Festlands

Beim Tirassieren wird mit einem großen viereckigen Netz oder Garn Geflügel, jagdlich Federwild wie Rebhuhn, Schnepfen, Wachteln, Lerchen und andere Vögel gefangen.

## Wortherkunft
Das Wort stammt vom französischen tirer, was so viel heißt wie ziehen. Der Tirass ist ein Decknetz, das über das auf dem Felde befindliche Geflügel gezogen wird. Das heute nicht mehr gebräuchliche, französische Wort tirasser bedeutet, mit dem Streichgarn zu jagen. Außer dem Netz oder Garn gehört dazu ein gut abgerichteter Hühnerhund oder ein Falke.

## Mit Hund
Der Hühnerhund wird nur durch Gestik mit der Hand gelenkt. Er sucht auf dem Felde und steht fest und sicher vor allen aufgefundenen jagdbaren Tieren. Beim Vorstehen handelt es sich um eine Beutegreifhemmung bei Annäherung an das Wild. Diese ist erblich verankert. Der Vorstehhund erstarrt in der Bewegung und verharrt angespannt, sobald er mit der Nase die Witterung des Niederwilds in der Deckung erfasst hat. Bewegt sich das Beutetier vom vorstehenden Hund weg, verfolgt er es vorsichtig und angespannt, er zieht nach. Beim Tirassieren wurde der feinhaarige oder sogenannte Bluthund oder der rauhaarige oder sogenannte Wasserhund eingesetzt.
Das Vorstehen kann durch Anheben eines Vorderlaufes, angespannte Körperhaltung oder durch Zeigen mit der Nase in Richtung des Wildes ausgedrückt werden. Daher die englische Bezeichnung Pointer vom englischen to point, was zeigen bedeutet. Eine besondere Variante des Vorstehens ist das Vorliegen der Setter. In England begann sich die sportliche Art des Vogeljagens auf Geflügel mit Setter-Rassen (englisch setting dogs für sitzende Hunde) zu entwickeln. Diese legten sich beim Anzeigen nieder, das Wild mit den Augen bannend, sodass die Jäger die Fangnetze über Hund und Beute werfen konnten.

## Mit Falke
Beim Lerchenfang wurde nur ein kleiner, abgerichteter Falke gebraucht, den man beim Aufstoßen der Lerche von der Hand jagen ließ. Daraufhin fiel die Lerche und wurde mit dem Tiras bedeckt. Auch bei der Jagd nach Hühnern und Wachteln wurden Falken eingesetzt, um die Tiere besser zu halten. Dabei revierten die Falken lediglich.

## Wildschweine
Ein Saugarn wird um eine Sau gelegt, sie wird aufgeschreckt ins Garn getrieben und so gefangen. Diese Jagdart wird heute nicht mehr betrieben.